# Sanjñá
Sanjñá (sanscrită sanjñá - încuviințare, conștiință) - Zeiță din mitologia vedică, fiica lui Viçvakarman, mama zeului morții, Yama, și sora sau umbra soției zeului solar Sūrya, (dar considerată uneori ea însăși soția acestui zeu), numită și Chāyā.